# Йозич, Давор
Да́вор Йо́зич (босн. Davor Jozić; 22 сентября 1960, Кониц, ФНРЮ) — югославский и боснийский футболист и тренер хорватского происхождения, защитник.

## Карьера игрока
Начал играть в футбол в родном Конице, воспитанник клуба «Игман» (Кониц). В 1979 году перешёл в «Сараево», в котором провёл 8 лет и стал чемпионом Югославии. В 1987 году ушёл в «Чезену», тогда игравшую в Серии A. Позже выступал за мексиканскую «Америку» и «Специю».
За молодёжную и олимпийскую сборные провел 24 матча. Принимал участие в олимпийском турнире 1988 года. За первую сборную Югославии дебютировал в 1984 году. Играл на чемпионате мира-1990, принял участие во всех 5 матчах сборной на турнире, забил два мяча.

## Тренерская карьера
В 2007 году работал помощником главного тренера в «Чезене».

## Достижения
- Чемпион Югославии: 1984/85